# 31–70 St Vincent Crescent

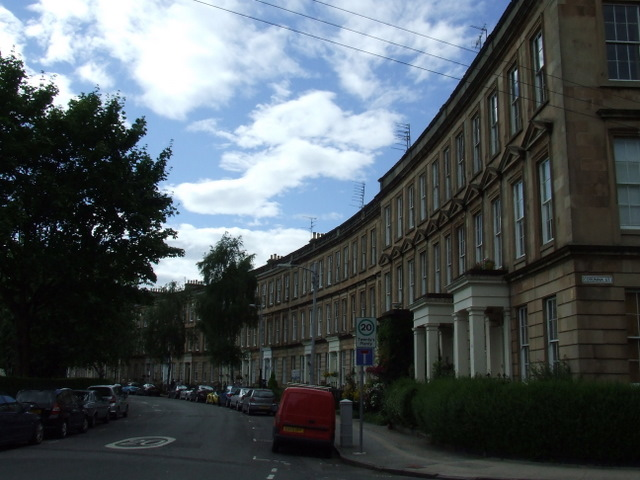
31–70 St Vincent Crescent

Unter der Adresse 31–70 St Vincent Crescent in der schottischen Stadt Glasgow befindet sich ein Ensemble von Wohngebäuden. 1970 wurde das Bauwerk als Einzeldenkmal in die schottischen Denkmallisten in der höchsten Denkmalkategorie A aufgenommen.

## Geschichte
Die Gebäudezeile entstand zwischen 1849 und 1857 auf dem Gelände des ehemaligen herrschaftlichen Anwesens Stobcross. Für den Entwurf zeichnet der schottische Architekt Alexander Kirkland verantwortlich. Zusätzlich wurden Gärten mit einem kleinen See angelegt, die jedoch bis in die 1930er Jahre überbaut wurden.

## Beschreibung
Die klassizistische Gebäudezeile liegt am St Vincent Crescent westlich des Glasgower Zentrums. Sie schließt an das Ensemble 19–30 St Vincent Crescent an. Die äußeren sowie das zentrale Häuserpaar der Zeile treten leicht heraus. Im Bereich des Erdgeschosses der dreistöckigen Gebäude sind die Fassaden rustiziert. Die Eingangstüren sind über kurze Vortreppen zugänglich. Sie sind mit Kämpferfenstern, Architraven und flankierenden dorischen Pilastern gestaltet. Die zentralen und die äußeren Gebäude besitzen schlichte dorische Portikus. Die Fenster im ersten Obergeschoss sind schlicht bekrönt. Darunter verläuft ein Fenstergesims. Die Fassade schließt mit Fries, Kranzgesimse und Steinbalustrade.